# Marvel Now!
Marvel NOW! – marka nadana większości komiksów amerykańskiego wydawnictwa Marvel Comics, publikowanych od października 2012 do maja 2015. Oznakowane nią serie o superbohaterach ze świata Marvela otrzymały nową numerację (od numeru 1), choć najczęściej ich fabuła była kontynuacją wcześniejszych odcinków.
W Polsce wybrane komiksy oznakowane marką Marvel NOW! ukazywały się nakładem wydawnictwa Egmont Polska od maja 2015 do grudnia 2018 w formie tomów zbiorczych, gromadzących po kilka zeszytów oryginalnych serii. Od stycznia 2019 do sierpnia 2021 Egmont Polska wydawało komiksy pod nową marką Marvel NOW! 2.0, będącą kontynuacją Marvel NOW!. Jednak część komiksów wydanych w Polsce jako Marvel NOW! 2.0 w oryginale były częścią inicjatyw All-New, All-Different Marvel (a Marvel NOW! 2.0 nastąpiło dopiero po niej) i Marvel Legacy.
W lipcu 2017 wydawnictwo Hachette zaczęło wydawać w Polsce komiksy Marvel NOW! w ramach Wielkiej Kolekcji Komiksów Marvela, niezależnie od publikacji Egmont Polska. W sierpniu 2017 pierwsza historia z Marvel NOW! ukazała się w drugiej kolekcji Hachette, Superbohaterowie Marvela.

## Lista komiksówMarvel NOW!wydanych w Polsce przez Egmont Polska
| L.p. | Tytuł polski                                              | Tytuł oryginału                                               | Zawartość | Data polskiego wydania |
| ---- | --------------------------------------------------------- | ------------------------------------------------------------- | --- | ---------------------- |
| 1    | Avengers: Wojna bez końca                                 | Avengers: Endless Wartime                                     | Powieść graficzna Avengers: Endless Wartime (październik 2013) | 13.05.2015             |
| 2    | All-New X-Men. Tom 1: Wczorajsi X-Men                     | All-New X-Men: Yesterday's X-Men                              | Zeszyty All-New X-Men (vol. 1) #1-5 (styczeń-marzec 2013) | 29.07.2015             |
| 3    | Avengers. Tom 1: Świat Avengers                           | Avengers: Avengers World                                      | Zeszyty Avengers (vol. 5) #1-6 (luty-kwiecień 2013) | 29.07.2015             |
| 4    | New Avengers 1: Wszystko umiera                           | New Avengers: Everything Dies                                 | Zeszyty New Avengers (vol. 3) #1-6 (marzec-lipiec 2013) | 26.08.2015             |
| 5    | Strażnicy Galaktyki. Tom 1: Kosmiczni Avengers            | Guardians of the Galaxy: Cosmic Avengers                      | Zeszyty Guardians of the Galaxy (vol. 3) #0.1-3 (kwiecień-wrzesień 2013) oraz Guardians of the Galaxy: Infinite Comic #1 (maj 2013) | 26.08.2015             |
| 6    | The Superior Spider-Man. Tom 1: Ostatnie życzenie         | The Amazing Spider-Man: Dying Wish                            | Zeszyty The Amazing Spider-Man (vol. 1) #698-700 (styczeń-luty 2013) | 09.09.2015             |
| 7    | Wolverine i X-Men. Tom 1: Cyrk przybył do miasta          | Wolverine and the X-Men by Jason Aaron Vol. 5                 | Zeszyty Wolverine and the X-Men (vol.1) #19-24 (grudzień 2012-marzec 2013) | 09.09.2015             |
| 8    | All-New X-Men. Tom 2: Tu zostajemy                        | All-New X-Men: Here To Stay                                   | Zeszyty All-New X-Men (vol. 1) #6-10 (marzec-czerwiec 2013) | 07.10.2015             |
| 9    | Avengers. Tom 2: Ostatnie białe zdarzenie                 | Avengers: The Last White Event                                | Zeszyty Avengers (vol. 5) #7-11 (maj-lipiec 2013) | 18.11.2015             |
| 10   | The Superior Spider-Man. Tom 2: Mój własny najgorszy wróg | The Superior Spider-Man: My Own Worst Enemy                   | Zeszyty The Superior Spider-Man #1-5 (marzec-maj 2013) | 09.12.2015             |
| 11   | Strażnicy Galaktyki. Tom 2: Angela                        | Guardians of the Galaxy: Angela                               | Zeszyty Guardians of the Galaxy (vol. 3) #4-7 (sierpień-grudzień 2013) | 27.01.2016             |
| 12   | Era Ultrona                                               | Age Of Ultron                                                 | Zeszyty Age of Ultron #1-10 (maj-sierpień 2013) oraz Avengers (vol. 4) #12.1 (czerwiec 2011) | 27.01.2016             |
| 13   | Deadpool. Tom 1: Martwi prezydenci                        | Deadpool: Dead Presidents                                     | Zeszyty Deadpool (vol.5) #1-6 (styczeń-maj 2013) | 17.02.2016             |
| 14   | Wolverine i X-Men. Tom 2: Szkoła przetrwania              | Wolverine and the X-Men by Jason Aaron Vol. 6                 | Zeszyty Wolverine and the X-Men (vol. 1) #25-29 (kwiecień-lipiec 2013) | 17.02.2016             |
| 15   | All-New X-Men. Tom 3: Zagubieni                           | All-New X-Men: Out of Their Depths                            | Zeszyty All-New X-Men (vol. 1) #11-15 (lipiec-październik 2013) | 16.03.2016             |
| 16   | The Superior Spider-Man. Tom 3: Kłopoty z głową           | The Superior Spider-Man: A Troubled Mind                      | Zeszyty The Superior Spider-Man #6-10 (maj-lipiec 2013) | 16.03.2016             |
| 17   | Avengers. Tom 3: Preludium Nieskończoności                | Avengers: Prelude to Infinity                                 | Zeszyty Avengers (vol. 5) #12-17 (lipiec-październik 2013) | 13.04.2016             |
| 18   | Thunderbolts. Tom 1: Bez pardonu                          | Thunderbolts: No Quarter                                      | Zeszyty Thunderbolts (vol. 2) #1-6 (luty-maj 2013) | 13.04.2016             |
| 19   | Uncanny Avengers. Tom 1: Czerwony Cień                    | Uncanny Avengers: The Red Shadow                              | Zeszyty Uncanny Avengers (vol. 1) #1-5 (grudzień 2012-maj 2013) | 18.05.2016             |
| 20   | Uncanny X-Men. Tom 1: Rewolucja                           | Uncanny X-Men: Revolution                                     | Zeszyty Uncanny X-Men (vol. 3) #1-5 (kwiecień-czerwiec 2013) | 18.05.2016             |
| 21   | Deadpool. Tom 2: Łowca Dusz                               | Deadpool: Soul Hunter                                         | Zeszyty Deadpool (vol. 5) #7-12 (czerwiec-sierpień 2013) | 29.06.2016             |
| 22   | The Superior Spider-Man. Tom 4: Nie ma ucieczki           | The Superior Spider-Man: No Escape                            | Zeszyty The Superior Spider-Man #11-16 (sierpień-październik 2013) | 29.06.2016             |
| 23   | Thor Gromowładny. Tom 1: Bogobójca                        | Thor: God of Thunder - The God Butcher                        | Zeszyty Thor: God of Thunder #1-5 (styczeń-kwiecień 2013) | 13.07.2016             |
| 24   | Wolverine i X-Men. Tom 3: Saga Hellfire                   | Wolverine and the X-Men by Jason Aaron Vol. 7                 | Zeszyty Wolverine and the X-Men (vol. 1) #30-35 (lipiec-październik 2013) | 13.07.2016             |
| 25   | Thanos powstaje                                           | Thanos Rising                                                 | Zeszyty Thanos Rising #1-5 (czerwiec-październik 2013) | 17.08.2016             |
| 26   | Thunderbolts. Tom 2: Czerwony Postrach                    | Thunderbolts: Red Scare                                       | Zeszyty Thunderbolts (vol. 2) #7-12 (maj-wrzesień 2013) | 17.08.2016             |
| 27   | Deadpool. Tom 3: Dobry, zły i brzydki                     | Deadpool: The Good, The Bad and the Ugly                      | Zeszyty Deadpool (vol. 5) #15-19 (wrzesień 2013-styczeń 2014) | 21.09.2016             |
| 28   | The Superior Spider-Man 5: Zło konieczne                  | The Superior Spider-Man: Necessary Evil                       | Zeszyty The Superior Spider-Man #17-21 (listopad 2013-styczeń 2014) | 21.09.2016             |
| 29   | Uncanny Avengers. Tom 2: Bliźnięta Apokalipsy             | Uncanny Avengers: The Apocalypse Twins                        | Zeszyty Uncanny Avengers (vol.1) #6-11, 8AU (czerwiec-październik 2013) | 21.09.2016             |
| 30   | Avengers. Tom 4: Nieskończoność                           | Avengers: Infinity                                            | Zeszyty Avengers (vol. 5) #18-23 (październik 2013-styczeń 2014) | 05.10.2016             |
| 31   | New Avengers. Tom 2: Nieskończoność                       | New Avengers: Infinity                                        | Zeszyty New Avengers (vol. 3) #7-12 (sierpień 2013-styczeń 2014) | 05.10.2016             |
| 32   | Nieskończoność                                            | Infinity                                                      | Zeszyty Infinity #1-6 (październik 2013-styczeń 201) | 05.10.2016             |
| 33   | Strażnicy Galaktyki. Tom 3: Nieskończoność                | Guardians of the Galaxy: Angela                               | Zeszyty Guardians of the Galaxy (vol. 3) #8-10 (grudzień 2013-luty 2014) oraz Guardians Team-Up #4, Rocket Raccoon #5 | 23.11.2016             |
| 34   | Thunderbolts. Tom 3: Nieskończoność                       | Thunderbolts: Infinity                                        | Zeszyty Thunderbolts (vol. 2) #13-19 (wrzesień 2013-luty 2014) | 23.11.2016             |
| 35   | Uncanny X-Men. Tom 2: Złamani                             | Uncanny X-Men: Broken                                         | Zeszyty Uncanny X-Men (vol. 3) #6-11 (lipiec-październik 2013) | 23.11.2016             |
| 36   | Deadpool. Tom 4: Deadpool kontra SHIELD                   | Deadpool: Deadpool vs. S.H.I.E.L.D.                           | Zeszyty Deadpool (vol. 5) #20-25.NOW (luty-maj 2014) | 07.12.2016             |
| 37   | Thor Gromowładny. Tom 2: Boża Bomba                       | Thor: God of Thunder - Godbomb                                | Zeszyty Thor: God of Thunder #6-11 (maj-październik 2013) | 07.12.2016             |
| 38   | X-Men: Bitwa Atomu                                        | X-Men: Battle of the Atom                                     | Zeszyty X-Men: Battle of the Atom #1-2 (listopad-grudzień 2013), All-New X-Men (vol. 1) #16-17 (listopad-grudzień 2013), X-Men (vol. 4) #5-6 (listopad-grudzień 2013), Uncanny X-Men (vol. 3) #12-13 (listopad-grudzień 2013), Wolverine and the X-Men (vol. 1) #36-37 (listopad-grudzień 2013) | 07.12.2016             |
| 39   | Ms. Marvel. Tom 1: Niezwykła                              | Ms. Marvel: No Normal                                         | Zeszyty Ms. Marvel (vol. 3) #1-5 (kwiecień-sierpień 2014) | 25.01.2017             |
| 40   | Wolverine i X-Men. Tom 4: Starzy kumple, nowi wrogowie    | Wolverine and the X-Men by Jason Aaron Vol. 8                 | Zeszyty Wolverine and the X-Men (vol. 1) #38-42 (styczeń-kwiecień 2014) oraz Wolverine and the X-Men Annual #1 (styczeń 2014) | 25.01.2017             |
| 41   | The Superior Spider-Man. Tom 6: Superior Venom            | The Superior Spider-Man: The Superior Venom                   | Zeszyty The Superior Spider-Man #22-26 (styczeń-marzec 2014) oraz The Superior Spider-Man Annual #1 (styczeń 2014) | 25.01.2017             |
| 42   | All-New X-Men 4: Tak inni                                 | All-New X-Men: All-Different                                  | Zeszyty All-New X-Men (vol. 1) #18-21 (styczeń-marzec 2014), X-Men Gold #1 (styczeń 2014) oraz materiał z A+X #18 (maj 2014) | 15.02.2017             |
| 43   | Deadpool. Tom 5: Wyzwanie Draculi                         | Deadpool: Dracula’s Gauntlet                                  | Zeszyty Deadpool: Dracula’s Gauntlet #1-7 (wrzesień-październik 2014) | 15.02.2017             |
| 44   | Uncanny Avengers. Tom 3: Czas na Ragnarok                 | Uncanny Avengers: Ragnarok Now                                | Zeszyty Uncanny Avengers (vol. 1) #12-17 (listopad 2013-kwiecień 2014) | 15.02.2017             |
| 45   | Avengers 5: Dostosuj się lub zgiń                         | Avengers: Adapt Or Die                                        | Zeszyty Avengers (vol. 5) #24-28 (luty-czerwiec 2014) | 15.03.2017             |
| 46   | Hawkeye. Tom 1: Moje życie to walka                       | Hawkeye: My Life as a Weapon                                  | Zeszyty Hawkeye (vol. 4) #1-5 (październik 2012-luty 2013) oraz Young Avengers Presents #6 (sierpień 2008) | 15.03.2017             |
| 47   | Thunderbolts. Tom 4: Bez litości                          | Thunderbolts: No Mercy                                        | Zeszyty Thunderbolts (vol. 2) #20.NOW-26 (marzec-lipiec 2014) | 15.03.2017             |
| 48   | Strażnicy Galaktyki/All-New X-Men: Proces Jean Grey       | Guardians of the Galaxy/All-New X-Men: The Trial of Jean Grey | Zeszyty Guardians of the Galaxy (vol. 3) #11.NOW-13 (marzec-maj 2014) oraz All-New X-Men (vol. 1) #22.NOW-24 (marzec- 2014) | 19.04.2017             |
| 49   | New Avengers. Tom 3: Inne światy                          | New Avengers: Other Worlds                                    | Zeszyty New Avengers (vol. 3) #13-17 (luty-czerwiec 2014) | 19.04.2017             |
| 50   | Uncanny X-Men. Tom 3: Dobry, zły, Inhuman                 | Uncanny X-Men: The Good, The Bad, The Inhuman                 | Zeszyty Uncanny X-Men (vol. 3) #14-18 (styczeń-maj 2014) | 19.04.2017             |
| 51   | Deadpool. Tom 6: Deadpool się żeni                        | The Wedding of Deadpool                                       | Zeszyty Deadpool (vol. 5) #26-28 (maj-lipiec 2014) oraz Deadpool Annual (vol. 3) #1 (styczeń 2014) | 24.05.2017             |
| 52   | The Superior Spider-Man. Tom 7: Lud Goblinów              | The Superior Spider-Man: Goblin Nation                        | Zeszyty The Superior Spider-Man #27.NOW-31 (kwiecień-czerwiec 2014) oraz The Superior Spider-Man Annual #2 (maj 2014) | 24.05.2017             |
| 53   | Uncanny Avengers. Tom 4: Pomścić Ziemię                   | Uncanny Avengers: Avenge The Earth                            | Zeszyty Uncanny Avengers (vol. 1) #18.NOW-22 (maj-wrzesień 2014) | 24.05.2017             |
| 54   | Ms. Marvel. Tom 2: Pokolenie Czemu                        | Ms. Marvel: Generation Why                                    | Zeszyty Ms. Marvel (vol. 3) #6-11 (wrzesień 2014-kwiecień 2015) | 21.06.2017             |
| 55   | New Avengers. Tom 4: Doskonały świat                      | New Avengers: A Perfect World                                 | Zeszyty New Avengers (vol. 3) #18-23 (lipiec-październik 2014) | 21.06.2017             |
| 56   | Thor Gromowładny. Tom 3: Przeklęty                        | Thor: God of Thunder: The Accursed                            | Zeszyty Thor: God of Thunder #12-18 (październik 2013-marzec 2014) | 21.06.2017             |
| 57   | The Amazing Spider-Man. Tom 1: Szczęście Parkera          | The Amazing Spider-Man: The Parker Luck                       | Zeszyty The Amazing Spider-Man (vol. 3) #1-6 (czerwiec-listopad 2014) | 05.07.2017             |
| 58   | Avengers. Tom 6: Wieczni Avengers                         | Avengers: Infinite Avengers                                   | Zeszyty Avengers (vol. 5) #29-34 (lipiec-październik 2014) | 19.07.2017             |
| 59   | Thunderbolts. Tom 5: Punisher kontra Thunderbolts         | Thunderbolts: Punisher vs. The Thunderbolts                   | Zeszyty Thunderbolts (vol. 2) #27-32 (sierpień-grudzień 2014) oraz Thunderbolts Annual (vol. 2) #1 (luty 2014) | 19.07.2017             |
| 60   | Grzech pierworodny                                        | Original Sin                                                  | Zeszyty Original Sin #0-8 (czerwiec-listopad 2014) | 17.08.2017             |
| 61   | Deadpool. Tom 7: Grzech pierworodny                       | Deadpool: Original Sin                                        | Zeszyty Deadpool (vol. 5) #29-34 (lipiec-listopad 2014) | 17.08.2017             |
| 62   | Thor Gromowładny. Tom 4: Ostatnie dni Midgardu            | Thor: God of Thunder: The Last Days of Midgard                | Zeszyty Thor: God of Thunder #19.NOW-25 (kwiecień-listopad 2014) | 17.08.2017             |
| 63   | All-New X-Men. Tom 5: Jeden z głowy                       | All-New X-Men: One Down                                       | Zeszyty All-New X-Men (vol. 1) #25-30 (czerwiec-październik 2014) | 20.09.2017             |
| 64   | Strażnicy Galaktyki. Tom 4: Strażnicy w rozsypce          | Guardians of the Galaxy: Guardians Disassembled               | Zeszyty Guardians of the Galaxy (vol. 3) #14-17 (czerwiec-wrzesień 2014) oraz Free Comic Book Day 2014: Guardians of the Galaxy (maj 2014) | 20.09.2017             |
| 65   | Wolverine: Trzy miesiące do śmierci. Tom 1                | Wolverine: Three Months To Die Vol. 1                         | Zeszyty Wolverine (vol. 6) #1-7 (kwiecień-lipiec 2014) | 20.09.2017             |
| 66   | Grzech Pierworodny: Thor i Loki - Dziesiąty Świat         | Original Sin: Thor & Loki - The Tenth Realm                   | Zeszyty Original Sin #5.1-5.5 (wrzesień-listopad 2014) | 25.10.2017             |
| 67   | Hawkeye. Tom 2: Drobne trafienia                          | Hawkeye: Little Hits                                          | Zeszyty Hawkeye (vol. 4) #6-11 (luty-sierpień 2013) | 25.10.2017             |
| 68   | Uncanny X-Men. Tom 4: Kontra SHIELD                       | Uncanny X-Men: vs. S.H.I.E.L.D.                               | Zeszyty Uncanny X-Men (vol. 3) #19-25 (maj-listopad 2014) | 25.10.2017             |
| 69   | Grzech Pierworodny: Hulk kontra Iron Man                  | Original Sin: Hulk vs. Iron Man                               | Zeszyty Original Sin #3.1-3.4 (sierpień-październik 2014) | 22.11.2017             |
| 70   | Strażnicy Galaktyki. Tom 5: Grzech Pierworodny            | Guardians of the Galaxy: Original Sin                         | Zeszyty Guardians of the Galaxy (vol. 3) #18-23 (październik 2014-marzec 2015) | 22.11.2017             |
| 71   | Wolverine: Trzy miesiące do śmierci. Tom 2                | Wolverine: Three Months To Die Vol. 2                         | Zeszyty Wolverine (vol. 6) #8-12 (sierpień-październik 2014) oraz Wolverine Annual (vol. 4) #1 (październik 2014) | 22.11.2017             |
| 72   | Ms. Marvel. Tom 3: Zdruzgotana                            | Ms. Marvel: Crushed                                           | Zeszyty Ms. Marvel (vol. 3) #12-15 (kwiecień-lipiec 2015) oraz S.H.I.E.L.D. (vol. 3) #2 (marzec 2015) | 07.12.2017             |
| 73   | Śmierć Wolverine'a                                        | Death of Wolverine                                            | Zeszyty Death of Wolverine #1-4 (listopad-grudzień 2014) | 07.12.2017             |
| 74   | The Amazing Spider-Man. Tom 2: Preludium do Spiderversum  | The Amazing Spider-Man: Spider-Verse Prelude                  | Zeszyty The Amazing Spider-Man (vol. 3) #7-8 (grudzień 2014), The Superior Spider-Man #32-33 (październik-listopad 2014) oraz fragment z Free Comic Book Day 2014: Guardians of the Galaxy (maj 2014)                                                                                           | 07.12.2017             |
| 75   | Moon Knight. Tom 1: Z martwych                            | Moon Knight: From the Dead                                    | Zeszyty Moon Knight (vol. 7) #1-6 (maj-październik 2014) | 24.01.2018             |
| 76   | Spider-Man 2099. Tom 1: Nie z tego czasu                  | Spider-Man 2099: Out of Time                                  | Zeszyty Spider-Man 2099 (vol. 2) #1-5 (wrzesień-grudzień 2014) | 24.01.2018             |
| 77   | Uncanny Avengers. Tom 5: Preludium do AXIS                | Uncanny Avengers: AXIS Prelude                                | Zeszyty Uncanny Avengers (vol. 1) #23-25 (październik-grudzień 2014), Uncanny Avengers Annual (vol. 2) #1 (czerwiec 2014) oraz Magneto (vol. 3) #9-10 (listopad 2014) | 24.01.2018             |
| 78   | Deadpool. Tom 8: AXIS                                     | Deadpool: AXIS                                                | Zeszyty Deadpool (vol.5) #35-40 (listopad 2014-marzec 2015) | 21.02.2018             |
| 79   | Avengers & X-Men: AXIS                                    | Avengers & X-Men: AXIS                                        | Zeszyty Avengers & X-Men: AXIS #1-9 (grudzień 2014-luty 2015) | 21.02.2018             |
| 80   | AXIS: Carnage & Hobgoblin                                 | AXIS: Carnage & Hobgoblin                                     | Zeszyty AXIS: Carnage #1-3 (grudzień 2014-luty 2015) oraz AXIS: Hobgoblin #1-3 (grudzień 2014-luty 2015) | 21.02.2018             |
| 81   | All-New X-Men. Tom 6: Przygoda w Świecie Ultimate         | All-New X-Men: The Ultimate Adventure                         | Zeszyty All-New X-Men (vol. 1) #31-36 (październik 2014-kwiecień 2015) | 28.03.2018             |
| 82   | Avengers: Czas się kończy. Tom 1                          | Avengers: Time Runs Out #1                                    | Zeszyty Avengers (vol. 5) #35-37 (listopad-grudzień 2014) oraz New Avengers (vol. 3) #24-25 (listopad-grudzień 2014) | 28.03.2018             |
| 83   | Thor. Tom 1: Gromowładna                                  | Thor: The Goddess of Thunder                                  | Zeszyty Thor (vol. 4) #1-5 (listopad 2014-kwiecień 2015) | 28.03.2018             |
| 84   | Deadpool. Tom 9: Wszystko, co dobre…                      | Deadpool: All Good Things                                     | Zeszyty Deadpool (vol. 5) #41-45 (#250) (marzec-czerwiec 2015) | 18.04.2018             |
| 85   | Hawkeye. Tom 3: L.A. Woman                                | Hawkeye: L.A. Woman                                           | Zeszyty Hawkeye (vol. 4) #14, 16, 18, 20 (styczeń, marzec, maj, listopad 2014) oraz Hawkeye Annual (vol. 4) #1 (wrzesień 2013) | 18.04.2018             |
| 86   | Uncanny X-Men. Tom 5: Mutant Omega                        | Uncanny X-Men: The Omega Mutant                               | Zeszyty Uncanny X-Men (vol. 3) #26-31 (listopad 2014-kwiecień 2015) | 18.04.2018             |
| 87   | Deadpool 10: Deadpooliana wybrane                         | Deadpool: The Ones With Deadpool                              | Zeszyty Deadpool Annual (vol. 3) #2 (lipiec 2014), Deadpool Bi-Annual (listopad 2014), Death of Wolverine: Deadpool & Captain America (grudzień 2014) oraz Deadpool vs. Thanos #1-4 (listopad-grudzień 2015)                                                                                    | 23.05.2018             |
| 88   | Spider-Man 2099. Tom 2: Spiderversum                      | Spider-Man 2099: Spider-Verse                                 | Zeszyty Spider-Man 2099 (vol. 2) #6-12 (kwiecień-lipiec 2015) | 23.05.2018             |
| 89   | The Amazing Spider-Man. Tom 3: Spiderversum               | The Amazing Spider-Man: Spider-Verse                          | Zeszyty The Amazing Spider-Man (vol. 3) #9-15 (styczeń-kwiecień 2015) | 23.05.2018             |
| 90   | Moon Knight. Tom 2: Z martwych powstaną                   | Moon Knight: Dead Will Rise                                   | Zeszyty Moon Knight (vol. 7) #7-12 (listopad 2014-kwiecień 2015) | 20.06.2018             |
| 91   | Avengers: Czas się kończy. Tom 2                          | Avengers: Time Runs Out #2                                    | Zeszyty Avengers (vol. 5) #38-39 (styczeń-luty 2015) oraz New Avengers (vol. 3) #26-28 (styczeń-luty 2015) | 20.06.2018             |
| 92   | Uncanny Avengers. Tom 6: Kontrewolucjoniści               | Uncanny Avengers: Counter-Evolutionary                        | Zeszyty Uncanny Avengers (vol. 2) #1-5 (marzec-sierpień 2015) | 20.06.2018             |
| 93   | All-New X-Men. Tom 7: Utopianie                           | All-New X-Men: The Utopians                                   | Zeszyty All-New X-Men (vol. 1) #37-41 (kwiecień-sierpień 2015) | 25.07.2018             |
| 94   | Ant-Man: Druga szansa                                     | Ant-Man: Second-Chance Man                                    | Zeszyty Ant-Man (vol. 1) #1-5 (marzec-lipiec 2015) | 25.07.2018             |
| 95   | Strażnicy Galaktyki. Tom 6: Po drugiej stronie lustra     | Guardians of the Galaxy: Through the Looking Glass            | Zeszyty Guardians of the Galaxy (vol. 3) #24-27 (kwiecień-lipiec 2015) oraz Guardians of the Galaxy Annual (vol. 2) #1 (luty 2015) | 25.07.2018             |
| 96   | Avengers: Czas się kończy. Tom 3                          | Avengers: Time Runs Out #3                                    | Zeszyty Avengers (vol. 5) #40-42 (marzec-maj 2015) oraz New Avengers (vol. 3) #29-30 (marzec-kwiecień 2015) | 22.08.2018             |
| 97   | Hawkeye. Tom 4: Rio Bravo                                 | Hawkeye: Rio Bravo                                            | Zeszyty Hawkeye (vol. 4) #12-13, 15, 17, 19, 21-22 (wrzesień, grudzień 2013, marzec, maj, kwiecień, wrzesień 2014) | 22.08.2018             |
| 98   | Thor. Tom 2: Kto dzierży młot?                            | Thor: Who Holds the Hammer?                                   | Zeszyty Thor (vol. 4) #6-8 (maj-lipiec 2015), Thor Annual (vol 4) #1 (kwiecień 2015) oraz What If? (vol. 1) #1 #10 (sierpień 1978) | 22.08.2018             |
| 99   | The Amazing Spider-Man. Tom 4: Nocna Zmiana               | The Amazing Spider-Man: Graveyard Shift                       | Zeszyty The Amazing Spider-Man (vol. 3) #16-18 (maj-lipiec 2015) oraz The Amazing Spider-Man Annual (vol. 2) #1 (luty 2015) | 19.09.2018             |
| 100  | Ms. Marvel. Tom 4: Dni ostatnie                           | Ms. Marvel: Last Days                                         | Zeszyty Ms. Marvel (vol. 3) #16-19 (sierpień-październik 2015) oraz pojedyncze historie z Amazing Spider-Man (vol. 3) #7-8 (grudzień 2014) | 19.09.2018             |
| 101  | Uncanny X-Men. Tom 6: Historie Małe                       | Uncanny X-Men: Storyville                                     | Zeszyty Uncanny X-Men (vol. 3) #32-35 (maj-wrzesień 2015) oraz Uncanny X-Men (vol. 1) #600 (styczeń 2016) | 19.09.2018             |
| 102  | Avengers: Czas się kończy. Tom 4                          | Avengers: Time Runs Out #4                                    | Zeszyty Avengers (vol. 5) #43-44 (czerwiec 2015) oraz New Avengers (vol. 3) #31-33 (maj-czerwiec 2015) | 17.10.2018             |
| 103  | Hawkeye kontra Deadpool                                   | Hawkeye vs. Deadpool                                          | Zeszyty Hawkeye vs. Deadpool #0-4 (listopad 2014-marzec 2015) | 17.10.2018             |
| 104  | Moon Knight. Tom 3: W noc                                 | Moon Knight: In the Night                                     | Zeszyty Moon Knight (vol. 7) #13-17 (maj-wrzesień 2015) | 17.10.2018             |
| 105  | Tajne Wojny: Amazing Spider-Man: Odnowić śluby            | The Amazing Spider-Man: Renew Your Vows: Warzones!            | Zeszyty The Amazing Spider-Man: Renew Your Vows (vol. 1) #1-5 (sierpień-listopad 2015) oraz fragment ze Spider-Verse (vol. 1) #2 (marzec 2015) | 14.11.2018             |
| 106  | Tajne tajne wojny Deadpoola                               | Deadpool’s Secret Secret Wars                                 | Zeszyty Deadpool’s Secret Secret Wars #1-4 (lipiec-październik 2015) oraz Marvel Super Heroes Secret Wars #1 (maj 1984) | 14.11.2018             |
| 107  | Tajne Wojny: Thorowie                                     | Thors: Battleworld                                            | Zeszyty Thors #1-4 (sierpień 2015-styczeń 2016) oraz Thor (vol. 1) #364-365 (luty-marzec 1986) | 14.11.2018             |
| 108  | Tajne Wojny                                               | Secret Wars                                                   | Zeszyty Secret Wars #1-9 (czerwiec 2015-marzec 2016) oraz Free Comic Book Day 2015: Secret Wars (maj 2015) | 14.11.2018             |
| 109  | Tajne Wojny: Wojna Domowa                                 | Civil War: Warzones!                                          | Zeszyty Civil War (vol. 2) #1-5 (wrzesień-grudzień 2015) | 05.12.2018             |
| 110  | Tajne Wojny: Oblężenie                                    | Siege: Battleworld                                            | Zeszyty Siege (vol. 2) #1-4 (wrzesień-grudzień 2015) oraz Uncanny X-Men (vol. 2) #9-10 (maj-czerwiec 2012) | 05.12.2018             |

### Komiksy Marvel NOW! wydane w ramachKlasyki Marvela
| L.p. | Tytuł polski               | Tytuł oryginalny                | Zawartość                                                                 | Data polskiego wydania |
| ---- | -------------------------- | ------------------------------- | ------------------------------------------------------------------------- | ---------------------- |
| 1    | Lepsi wrogowie Spider-Mana | The Superior Foes of Spider-Man | Zeszyty The Superior Foes of Spider-Man #1-17 (wrzesień 213-styczeń 2015) | 09.03.2022             |

## Lista komiksówMarvel NOW!wydanych w Polsce przez Hachette

### KomiksyMarvel NOW!wydane w ramachWielkiej Kolekcji Komiksów Marvela
| Tom WKKM | Tytuł polski                                       | Tytuł oryginału                             | Zawartość | Data polskiego wydania |
| -------- | -------------------------------------------------- | ------------------------------------------- | --- | ---------------------- |
| 122      | All-New Ghost Rider: Maszyny Zemsty                | All-New Ghost Rider: Engines of Vengeance   | Zeszyty All-New Ghost Rider #1-5 (maj-wrzesień 2014) | 26.07.2017             |
| 124      | Silver Surfer: Nowy Świt                           | Silver Surfer: New Dawn                     | Zeszyty Silver Surfer (vol. 7) #1-5 (maj-październik 2014) oraz pojedyncza historia z All-New Marvel NOW! Point One #1.NOW (marzec 2014)                                 | 23.08.2017             |
| 125      | Avengers: Świat Avengers                           | Avengers: Avengers World                    | Zeszyty Avengers (vol. 5) #1-6 (luty-kwiecień 2013) | 06.09.2017             |
| 126      | Nova: Geneza                                       | Nova: Origin                                | Zeszyty Nova (vol. 5) #1-5 (kwiecień-sierpień 2013) oraz pojedyncza historia z Marvel NOW! Point One (grudzień 2012)                                                     | 20.09.2017             |
| 127      | New Avengers: Wszystko umiera                      | New Avengers: Everything Dies               | Zeszyty New Avengers (vol. 3) #1-6 (marzec-lipiec 2013) | 04.10.2017             |
| 129      | The Superior Spider-Man: Mój własny najgorszy wróg | The Superior Spider-Man: My Own Worst Enemy | Zeszyty The Amazing Spider-Man (vol. 1) #698-700 (styczeń-luty 2013) oraz Superior Spider-Man #1-5 (marzec-maj 2013)                                                     | 31.10.2017             |
| 131      | Nieskończoność, część 1                            | Infinity, Part 1                            | Zeszyty Infinity #1-3 (październik-listopad 2013), Avengers (vol. 5) #18-20 (październik-listopad 2013) oraz New Avengers (vol. 3) #9-10 (październik-listopad 2013)     | 29.11.2017             |
| 132      | Kapitan Ameryka: Uwięziony w Wymiarze Z            | Captain America: Castaway in Dimension Z    | Zeszyty Captain America (vol. 7) #1-10 (styczeń-październik 2013) | 13.12.2017             |
| 133      | Nieskończoność, część 2                            | Infinity, Part 2                            | Zeszyty Infinity #4-6 (grudzień 2013-styczeń 2014), Avengers (vol. 5) #21-23 (grudzień 2013-styczeń 2014) oraz New Avengers (vol. 3) #11-12 (grudzień 2013-styczeń 2014) | 27.12.2017             |
| 135      | Young Avengers: Styl > Treść                       | Young Avengers: Style > Substance           | Zeszyty Young Avengers (vol. 2) #1-5 (marzec-lipiec 2013) oraz pojedyncza historia Marvel NOW! Point One (grudzień 2012)                                                 | 24.01.2018             |
| 136      | Śmierć Wolverine’a                                 | Death of Wolverine                          | Zeszyty Death of Wolverine #1-4 (listopad-grudzień 2014) | 07.02.2018             |
| 138      | Grzech pierworodny, część 1                        | Original Sin, Part 1                        | Zeszyty Original Sin #0-3 (czerwiec-sierpień 2014) oraz Original Sins #1-3 (sierpień-wrzesień 2014)                                                                      | 07.03.2018             |
| 141      | Szop Rocket: W Pogoni za Własnym Ogonem            | Rocket Raccoon: A Chasing Tale              | Zeszyty Rocket Raccoon (vol. 2) #1-6 (wrzesień 2014-luty 2015) | 18.04.2018             |
| 142      | Thor Gromowładny: Bogobójca                        | Thor: God of Thunder - The God Butcher      | Zeszyty Thor: God of Thunder (vol. 1) #1-5 (styczeń-kwiecień 2013) | 02.05.2018             |
| 144      | Spider-Gwen: Ścigana?                              | Spider-Gwen: Most Wanted?                   | Zeszyty Edge Of Spider-Verse #2 (listopad 2014), Spider-Gwen (vol. 1) #1-5 (kwiecień-sierpień 2015)                                                                      | 30.05.2018             |
| 148      | Thor: Gromowładna                                  | Thor: The Goddess of Thunder                | Zeszyty Thor (vol. 4) #1-5 (listopad 2014-kwiecień 2015) | 25.07.2018             |
| 149      | Grzech pierworodny, część 2                        | Original Sin, Part 2                        | Zeszyty Original Sin #4-8 (sierpień-listopad 2014), Original Sins #4-5 (wrzesień-październik 2014), Original Sin: Annual #1 (grudzień 2014)                              | 07.03.2018             |
| 151      | Guardians of the Galaxy: Kosmiczni Avengers        | Guardians of the Galaxy: Cosmic Avengers    | Zeszyty Guardians of the Galaxy: Tomorrows Avengers #1 (wrzesień 2013) oraz Guardians of the Galaxy (vol. 3) #0.1, 1-3 (kwiecień-sierpień 2013)                          | 05.09.2018             |
| 154      | Fantastyczna Czwórka: Odkrywcy                     | Fantastic Four: Voyagers                    | Zeszyty Fantastic Four (vol. 4) #1-8 (styczeń-kwiecień 2013) | 17.10.2018             |
| 155      | Avengers na Arenie: Zabij albo Zgiń                | Avengers Arena: Kill Or Die                 | Zeszyty Avengers Arena #1-7 (luty-czerwiec 2013) | 31.10.2018             |

### KomiksyMarvel NOW!wydane w ramachSuperbohaterów Marvela
| Tom SM | Tytuł polski                                     | Tytuł oryginału                              | Zawartość | Data polskiego wydania |
| ------ | ------------------------------------------------ | -------------------------------------------- | --- | ---------------------- |
| 18     | Fearless Defenders: Za Walkirion                 | Fearless Defenders: Doom Maidens             | Zeszyty Fearless Defenders #1-6 (kwiecień-wrzesień 2013)                                                                       | 30.08.2017             |
| 32     | Śmiercionośne ręce Kung Fu: Wprost z przeszłości | Deadly Hands of Kung Fu: Out Of The Past     | Zeszyty Deadly Hands of Kung Fu (vol. 2) #1-4 (lipiec-październik 2014)                                                        | 14.03.2018             |
| 42     | Moon Knight: Z zaświatów                         | Moon Knight: From the Dead                   | Zeszyty Moon Knight (vol. 7) #1-6 (maj-październik 2014)                                                                       | 01.08.2018             |
| 48     | Fantastyczny fałsz                               | FF: Fantastic Faux                           | Zeszyty FF (vol. 2) #1-7 (styczeń-lipiec 2013)                                                                                 | 24.10.2018             |
| 57     | Zimowy Żołnierz Gorzki pochód                    | Winter Soldier: The Bitter March             | Zeszyty Winter Soldier: The Bitter March #1.NOW-5 (kwiecień-wrzesień 2014)                                                     | 27.02.2019             |
| 74     | Spider-Man 2099: Zagubiony w czasie              | Spider-Man 2099: Out of Time                 | Zeszyty Spider-Man 2099 (vol. 2) #1-4 (wrzesień-grudzień 2014)                                                                 | 23.10.2019             |
| 84     | Niezwyciężona Squirrel Girl: Wiewiórcza siła     | The Unbeatable Squirrel Girl: Squirrel Power | Zeszyty Unbeatable Squirrel Girl (vol. 1) #1-5 (marzec-lipiec 2015)                                                            | 11.03.2020             |
| 89     | Angela: Zabójczyni Asgardu                       | Angela: Asgard’s Assassin                    | Zeszyty Guardians of the Galaxy (vol. 3) #5-6 (wrzesień, listopad 2013) oraz Angela: Asgard’s Assassin #1-6 (luty-lipiec 2015) | 20.05.2020             |

## Lista komiksówMarvel NOW! 2.0wydanych w Polsce przez Egmont Polska
| L.p. | Tytuł polski                                                    | Tytuł oryginału                                          | Zawartość | Data polskiego wydania |
| ---- | --------------------------------------------------------------- | -------------------------------------------------------- | --- | ---------------------- |
| 1    | Staruszek Logan. Tom 1: Strefy Wojny                            | Wolverine: Old Man Logan: Warzones!                      | Zeszyty Old Man Logan (vol.1) #1-5 (lipiec-grudzień 2015) | 05.12.2018             |
| 2    | Deadpool. Tom 1: Nuworysz z nawijką                             | Deadpool: World’s Greatest: Millionaire With A Mouth     | Zeszyty Deadpool (vol. 6) #1-5 (styczeń-marzec 2016) | 23.01.2019             |
| 3    | Extraordinary X-Men. Tom 1: Przystań X                          | Extraordinary X-Men: X-Haven                             | Zeszyty Extraordinary X-Men #1-5 (styczeń-marzec 2016) | 23.01.2019             |
| 4    | The Amazing Spider-Man: Globalna sieć. Tom 1. Wrogie przejęcie  | The Amazing Spider-Man: Worldwide #1                     | Zeszyty The Amazing Spider-Man (vol. 4) #1-5 (grudzień 2015-luty 2016) | 23.01.2019             |
| 5    | All-New Wolverine. Tom 1: Cztery Siostry                        | All-New Wolverine Vol. 1: The Four Sisters               | Zeszyty All-New Wolverine #1-6 (styczeń-maj 2016) | 27.02.2019             |
| 6    | Avengers. Tom 1: Siedmiu Wspaniałych                            | All-New, All-Different Avengers: The Magnificent Seven   | Zeszyty All-New, All-Different Avengers #1-6 (styczeń-kwiecień 2016), Free Comic Book Day 2015: Avengers (maj 2015) oraz materiał z Avengers (vol. 6) #0 (grudzień 2015) | 27.02.2019             |
| 7    | Ms. Marvel. Tom 5: Supersławna                                  | Ms. Marvel: Super Famous                                 | Zeszyty Ms. Marvel (vol. 4) #1-6 (styczeń-czerwiec 2016) | 27.02.2019             |
| 8    | Vision                                                          | Vision                                                   | Zeszyty Vision (vol. 2) #1-12 (styczeń-grudzień 2016) | 27.02.2019             |
| 9    | Avengers: Impas. Atak na Pleasant Hill                          | Avengers: Standoff                                       | Zeszyty Avengers Standoff: Welcome to Pleasant Hill (kwiecień 2016), Avengers Standoff: Assault on Pleasant Hill Alpha (maj 2016), Agents of S.H.I.E.L.D. #3-4 (maj-czerwiec 2016), Uncanny Avengers (vol. 3) #7 (maj 2016), All-New, All-Different Avengers #7-8 (maj-czerwiec 2016), New Avengers (vol. 4) #8-10 (maj-lipiec 2016), Captain America: Sam Wilson #7-8 (maj-czerwiec 2016), Illuminati #6 (czerwiec 2016), Howling Commandos of S.H.I.E.L.D. #6 (maj 2016), Assault on Pleasant Hill Omega (czerwiec 2016)               | 27.03.2019             |
| 10   | Deadpool. Tom 2: Koniec błędu                                   | Deadpool: World's Greatest: End of An Error              | Zeszyty Deadpool (vol. 6) #6-7, #3.1 (marzec-kwiecień, luty 2016) | 27.03.2019             |
| 11   | Staruszek Logan. Tom 2: Berserk                                 | Wolverine: Old Man Logan: Berzerker                      | Zeszyty Old Man Logan (vol. 2) #1-4 (marzec-czerwiec 2016) | 27.03.2019             |
| 12   | Avengers. Tom 2: Rodzinny interes                               | All-New, All-Different Avengers: Family Business         | Zeszyty All-New, All-Different Avengers #9-12 (lipiec-wrzesień 2016) oraz materiał z Free Comic Book Day 2016: Civil War II (maj 2016) | 24.04.2019             |
| 13   | Potężna Thor. Tom 1: Grzmiąca Krew                              | The Mighty Thor: Thunder In Her Veins                    | Zeszyty The Mighty Thor (vol. 3) #1-5 (styczeń-maj 2016) | 24.04.2019             |
| 14   | The Amazing Spider-Man: Globalna sieć. Tom 2. Mroczne królestwo | The Amazing Spider-Man: Worldwide #2                     | Zeszyty The Amazing Spider-Man (vol. 4) #6-11 (marzec-czerwiec 2016) | 24.04.2019             |
| 15   | Deadpool. Tom 3: Deadpool kontra Sabretooth                     | Deadpool: World's Greatest: Deadpool Vs. Sabretooth      | Zeszyty Deadpool (vol. 6) #8-12 (maj-lipiec 2016) | 23.05.2019             |
| 16   | Doktor Strange. Tom 1                                           | Doctor Strange Vol. 1                                    | Zeszyty Doctor Strange (vol. 4) #1-10 (grudzień 2015-październik 2016) oraz Doctor Strange: The Last Days of Magic (czerwiec 2016) | 23.05.2019             |
| 17   | Extraordinary X-Men. Tom 2: Wojna Apocalypse'a                  | Extraordinary X-Men: Apocalypse Wars                     | Zeszyty Extraordinary X-Men #6-12 (marzec-wrzesień 2016) | 23.05.2019             |
| 18   | Hawkeye. Tom 1: Odmieniony                                      | Hawkeye: All-New Hawkeye                                 | Zeszyty All-New Hawkeye (vol. 1) #1-5 (maj-listopad 2015) | 23.05.2019             |
| 19   | Deadpool. Tom 4: Śmieciowa opowieść                             | Deadpool: World’s Greatest: Temporary Insanitation       | Zeszyty Deadpool (vol. 6) #13 (sierpień 2016) oraz Deadpool: Last Days of Magic (lipiec 2016) | 19.06.2019             |
| 20   | Niezwyciężony Iron Man                                          | Invincible Iron Man                                      | Zeszyty Invincible Iron Man (vol. 3) #1-14 (grudzień 2015-grudzień 2016) | 19.06.2019             |
| 21   | Staruszek Logan. Tom 3: Na Granicy                              | Wolverine: Old Man Logan: Bordertown                     | Zeszyty Old Man Logan (vol. 2) #5-8 (czerwiec-wrzesień 2016) | 19.06.2019             |
| 22   | The Amazing Spider-Man: Globalna sieć. Tom 3. Demonstracja siły | The Amazing Spider-Man: Worldwide #3                     | Zeszyty The Amazing Spider-Man (vol. 4) #12-15 (lipiec-wrzesień 2016) | 19.06.2019             |
| 23   | All-New Wolverine. Tom 2: II Wojna Domowa                       | All-New Wolverine Vol. 2: Civil War II                   | Zeszyty All-New Wolverine #7-12 (czerwiec-listopad 2016) | 17.07.2019             |
| 24   | II Wojna Domowa                                                 | Civil War II                                             | Zeszyty Civil War II #0-8 (lipiec 2016-luty 2017)) oraz materiał z Free Comic Book Day 2016: Civil War II (maj 2016) | 17.07.2019             |
| 25   | II Wojna Domowa: Amazing Spider-Man                             | Civil War II: Amazing Spider-Man                         | Zeszyty Civil War II: Amazing Spider-Man #1-4 (sierpień-listopad 2016) | 17.07.2019             |
| 26   | II Wojna Domowa: X-Men                                          | Civil War II: X-Men                                      | Zeszyty Civil War II: X-Men #1-4 (sierpień-listopad 2016) | 17.07.2019             |
| 27   | Avengers 3: II Wojna Domowa                                     | All-New, All-Different Avengers: Civil War II            | Zeszyty All-New, All-Different Avengers #13-15 (październik-grudzień 2016) oraz All-New, All-Different Avengers Annual #1 (październik 2016) | 21.08.2019             |
| 28   | Deadpool. Tom 5: II Wojna Domowa                                | Deadpool: World’s Greatest: Civil War II                 | Zeszyty Deadpool (vol. 6) #14-19 (sierpień-listopad 2016) | 21.08.2019             |
| 29   | Ms. Marvel. Tom 6: II Wojna Domowa                              | Ms. Marvel: Civil War II                                 | Zeszyty Ms. Marvel (vol. 4) #7-12 (lipiec-grudzień 2016) | 21.08.2019             |
| 30   | Extraordinary X-Men. Tom 3: Upadek Królestw                     | Extraordinary X-Men: Kingdoms Fall                       | Zeszyty Extraordinary X-Men #13-16 (październik 2016-styczeń 2017) oraz Extraordinary X-Men Annual #1 (listopad 2016) | 02.10.2019             |
| 31   | Mockingbird                                                     | Mockingbird                                              | Zeszyty Mockingbird #1-8 (maj-grudzień 2016) | 02.10.2019             |
| 32   | The Amazing Spider-Man: Globalna sieć. Tom 4. Starzy Znajomi    | The Amazing Spider-Man: Worldwide #4                     | Zeszyty The Amazing Spider-Man (vol. 4) #16-19 (październik-grudzień 2016) | 02.10.2019             |
| 33   | Deadpool. Tom 6: Deadpool w Czasach Zarazy                      | Deadpool: World’s Greatest: Patience: Zero               | Zeszyty Deadpool (vol. 6) #20-25 (grudzień 2016-marzec 2017) | 23.10.2019             |
| 34   | Potężna Thor. Tom 2: Władcy Midgardu                            | The Mighty Thor: Lords of Midgard                        | Zeszyty The Mighty Thor (vol. 3) #6-11 (czerwiec-listopad 2016) | 23.10.2019             |
| 35   | Staruszek Logan. Tom 4: Ostatni Ronin                           | Wolverine: Old Man Logan: The Last Ronin                 | Zeszyty Old Man Logan (vol. 2) #9-13 (wrzesień 2016-styczeń 2017) | 23.10.2019             |
| 36   | All-New Wolverine. Tom 3: Wróg Publiczny II                     | All-New Wolverine Vol. 3: Enemy of the State II          | Zeszyty All-New Wolverine #13-18 (grudzień 2016-maj 2017) | 20.11.2019             |
| 37   | Hawkeye. Tom 2: Troje                                           | Hawkeye: Hawkeyes                                        | Zeszyty All-New Hawkeye (vol. 2) #1-6 (styczeń-czerwiec 2016) | 20.11.2019             |
| 38   | The Amazing Spider-Man: Globalna sieć. Tom 5. Spisek Klonów     | Amazing Spider-Man: The Clone Conspiracy                 | Zeszyty The Clone Conspiracy #1-5 (grudzień 2016-kwiecień 2017), The Clone Conspiracy Omega (maj 2017), The Amazing Spider-Man (vol. 4) #20-24 (grudzień 2016-kwiecień 2017), Silk (vol. 2) #14-17 (styczeń-kwiecień 2017), Prowler (vol. 2) #1-5 (grudzień 2016-kwiecień 2017) | 20.11.2019             |
| 39   | Extraordinary X-Men. Tom 4: Inhumans kontra X-Men               | Extraordinary X-Men: IvX                                 | Zeszyty Extraordinary X-Men #17-20 (luty-maj 2017) oraz X-Men Prime (vol. 2) #1 (maj 2017) | 04.12.2019             |
| 40   | Inhumans kontra X-Men                                           | Inhumans Vs. X-Men                                       | Zeszyty Inhumans Vs. X-Men #0-6 (styczeń-maj 2017) | 04.12.2019             |
| 41   | Śmierć X                                                        | Death of X                                               | Zeszyty Death of X #1-4 (grudzień 2016-styczeń 2017) oraz Death of X Variants (lipiec-sierpień 2016) | 04.12.2019             |
| 42   | Avengers. Tom 4: I Wojna Kanga                                  | Avengers: Unleashed: Kang War One                        | Zeszyty Avengers (vol. 7) #1-6 (styczeń-czerwiec 2017) | 22.01.2020             |
| 43   | Deadpool. Tom 7: Deadpool leci Szekspirem                       | Deadpool: World’s Greatest: Deadpool Does Shakespeare    | Zeszyty Deadpool (vol. 6) #26-27 (kwiecień 2017) | 22.01.2020             |
| 44   | Doktor Strange. Tom 2                                           | Doctor Strange Vol. 2                                    | Zeszyty Doctor Strange (vol. 4) #17-20 (kwiecień-sierpień 2017) oraz Doctor Strange Annual #1 (listopad 2016) | 22.01.2020             |
| 45   | Amazing Spider-Man: Globalna sieć. Tom 6. Tożsamość Osbourna    | Amazing Spider-Man: Worldwide #6                         | Zeszyty The Amazing Spider-Man (vol. 4) #25-28 (maj-sierpień 2017) | 26.02.2020             |
| 46   | Ms. Marvel. Tom 7: Obrażenia na sekundę                         | Ms. Marvel: Damage Per Second                            | Zeszyty Ms. Marvel (vol. 4) #13-18 (styczeń-lipiec 2017) | 26.02.2020             |
| 47   | Staruszek Logan 5: Dawne strachy                                | Wolverine: Old Man Logan: Old Monsters                   | Zeszyty Old Man Logan (vol. 2) #14-18 (styczeń-kwiecień 2017) | 26.02.2020             |
| 48   | Astonishing X-Men. Tom 1: Życie X                               | Astonishing X-Men: Life of X                             | Zeszyty Astonishing X-Men (vol. 4) #1-6 (wrzesień 2017-luty 2018) | 25.03.2020             |
| 49   | Deadpool. Tom 8: Póki śmierć nas…                               | Deadpool: World’s Greatest: ’Till Death Do Us...         | Zeszyty Deadpool (vol. 6) #28-29 (maj-czerwiec 2017), Deadpool & the Mercs For Money (vol. 2) #9-10 (maj-czerwiec 2017) oraz Spider-Man/Deadpool #15-16 (maj-czerwiec 2017) | 25.03.2020             |
| 50   | Steve Rogers: Kapitan Ameryka Tom 1                             | Captain America: Steve Rogers                            | Zeszyty Captain America: Steve Rogers #1-11 (lipiec 2016-kwiecień 2017) | 25.03.2020             |
| 51   | Czarna Wdowa                                                    | Black Widow by Waid & Samnee: The Complete Collection    | Zeszyty Black Widow (vol. 6) #1-12 (maj 2016-maj 2017) | 15.04.2020             |
| 52   | All-New Wolverine. Tom 4: Odporna                               | All-New Wolverine Vol. 4: Immune                         | Zeszyty All-New Wolverine #19-24 (czerwiec-listopad 2017) | 29.04.2020             |
| 53   | Niegodny Thor                                                   | The Unworthy Thor                                        | Zeszyty The Unworthy Thor #1-5 (styczeń-maj 2017) | 29.04.2020             |
| 54   | Deadpool. Tom 9: Deadpool w kosmosie                            | Deadpool: World’s Greatest: Deadpool In Space            | Zeszyt Deadpool (vol. 6) #30 (lipiec 2017) oraz okładki z serii Deadpool Secret Comic Variants (styczeń 2016-lipiec 2017) | 03.06.2020             |
| 55   | Moon Knight                                                     | Moon Knight by Jeff Lemire & Greg Smallwood              | Zeszyty Moon Knight (vol. 8) #1-14 (czerwiec 2016-lipiec 2017) | 03.06.2020             |
| 56   | Potężna Thor. Tom 3: Wojna Asgardu z Shi’ar                     | The Mighty Thor: Asgard/Shi’ar War                       | Zeszyty The Mighty Thor (vol. 3) #13-19 (styczeń-lipiec 2017) | 03.06.2020             |
| 57   | Amazing Spider-Man: Globalna sieć. Tom 7. Upadek imperium       | Amazing Spider-Man: Worldwide #7                         | Zeszyty The Amazing Spider-Man (vol. 4) #29-32 (sierpień-listopad 2017) oraz The Amazing Spider-Man (vol. 1) #789-791 (grudzień 2017-styczeń 2018) | 15.07.2020             |
| 58   | Tajne imperium                                                  | Secret Empire                                            | Zeszyty Secret Empire #0-10 (czerwiec-październik 2017), Secret Empire Omega #1 (listopad 2017), materiał z Free Comic Book Day 2017: Secret Empier (maj 2017) oraz Captain America (vol. 8) #25 (październik 2017) | 15.07.2020             |
| 59   | Steve Rogers: Kapitan Ameryka. Tom 2                            | Captain America: Steve Rogers                            | Zeszyty Captain America: Steve Rogers #12-19 (kwiecień-wrzesień 2017), Civil War II: The Oath #1 (marzec 2017) oraz Captain America: Sam Wilson #22-24 (lipiec-wrzesień 2017) | 15.07.2020             |
| 60   | Astonishing X-Men. Tom 2: Człowiek zwany X                      | Astonishing X-Men: Man called X                          | Zeszyty Astonishing X-Men (vol. 4) #7-10 (marzec-czerwiec 2018) | 12.08.2020             |
| 61   | Avengers. Tom 5: Tajne imperium                                 | Avengers: Secret Empire                                  | Zeszyty Avengers (vol. 7) #7-11 (lipiec-listopad 2017) | 12.08.2020             |
| 62   | Deadpool. Tom 10: Tajne imperium                                | Deadpool: World’s Greatest: Secret Empire                | Zeszyty Deadpool (vol. 6) #31-35 (lipiec-listopad 2017) | 12.08.2020             |
| 63   | Staruszek Logan. Tom 6: Życia minione                           | Wolverine: Old Man Logan: Old Monsters                   | Zeszyty Old Man Logan (vol. 2) #19-24 (maj-lipiec 2017) | 16.09.2020             |
| 64   | Doktor Strange. Tom 3                                           | Doktor Strange Vol. 3                                    | Zeszyty Doctor Strange (vol. 4) #21-26 (lipiec-grudzień 2017) oraz Doctor Strange (vol. 1) #381-385 (styczeń-kwiecień 2018) | 07.10.2020             |
| 65   | Amazing Spider-Man. Globalna sieć 8: Venom Inc.                 | The Amazing Spider-man: Venom Inc.                       | Zeszyty The Amazing Spider-Man: Venom Inc. Alpha (luty 2018), The Amazing Spider-Man (vol. 1) #792-793 (luty 2018), Venom (vol. 1) #159-160 (luty-marzec 2018), The Amazing Spider-Man: Venom Inc. Omega (marzec 2018) | 14.10.2020             |
| 66   | Strażnicy Galaktyki. Tom 1: Brak porozumienia                   | All-New Guardians of the Galaxy: Communication Breakdown | Zeszyty All-New Guardians of the Galaxy #1-2, 4, 6, 8, 10 (lipiec-listopad 2017) oraz materiał z Free Comic Book Day 2017 All-New Guardians of the Galaxy (maj 2017) | 14.10.2020             |
| 67   | Pokolenia                                                       | Generations                                              | Zeszyty Generations: Banner Hulk & Totally Awesome Hulk (sierpień 2017), Captain Marvel & Captain Mar-Vell (wrzesień 2017), Captain Marvel & Ms. Marvel (wrzesień 2017), Hawkeye & Hawkeye (sierpień 2017), Iron Man & Ironheart (wrzesień 2017), Miles Morales: Spider-Man & Peter Parker: Spider-Man (wrzesień 2017), Phoenix & Jean Grey (sierpień 2017), Sam Wilson: Captain America & Steve Rogers: Captain America (wrzesień 2017), Unworthy Thor & Mighty Thor (sierpień 2017) oraz Wolverine & All-New Wolverine (sierpień 2017) | 28.10.2020             |
| 68   | Avengers. Tom 6: Zderzenie światów                              | Avengers & Champions: Worlds Collide                     | Zeszyty Avengers (vol. 1) #672-674 (grudzień 2017-luty 2018) oraz Champions (vol. 1) #13-15 (grudzień 2017-luty 2018) | 12.11.2020             |
| 69   | Deadpool. Tom 11: Deadpool zabija Cable’a                       | Despicable Deadpool: Deadpool kills Cable                | Zeszyty Despicable Deadpool #287-291 (grudzień 2017-luty 2018) | 12.11.2020             |
| 70   | Thanos. Tom 1                                                   | Thanos Returns                                           | Zeszyty Thanos (vol. 2) #1-12 (listopad 2016-październik 2017) | 12.11.2020             |
| 71   | Potężna Thor. Tom 4: Thor Wojny                                 | The Mighty Thor: The War Thor                            | Zeszyty The Mighty Thor (vol. 3) #20-23 (sierpień-listopad 2017) oraz Generations: The Unworthy Thor & The Mighty Thor (październik 2017) | 25.11.2020             |
| 72   | Amazing Spider-Man. Globalna sieć. Tom 9: Czerwony alarm        | The Amazing Spider-Man: Worldwide #8                     | Zeszyty The Amazing Spider-Man (vol. 1) #794-796 (marzec-kwiecień 2018), The Amazing Spider-Man Annual (vol. 1) #42 (kwiecień 2018) oraz fragmenty z The Amazing Spider-Man (vol. 4) #25 (maj 2017) | 02.12.2020             |
| 73   | Phoenix: Zmartwychwstanie. Powrót Jean Grey                     | Phoenix Resurrection: The Return Of Jean Grey            | Zeszyty Phoenix Resurrection: The Return of Jean Grey #1-5 (luty-marzec 2018) | 02.12.2020             |
| 74   | Strażnicy Galaktyki 2: Jeźdźcy na niebie                        | All-New Guardians of the Galaxy: Riders In the Sky       | Zeszyty All-New Guardians of the Galaxy #3, 5, 7, 9, 11-12 (sierpień-grudzień 2017) | 02.12.2020             |
| 75   | All-New Wolverine. Tom 5: Sieroty X                             | All-New Wolverine Vol. 5: Orphans of X                   | Zeszyty All-New Wolverine #25-29 (grudzień 2017-marzec 2018) | 20.01.2021             |
| 76   | Ms. Marvel. Tom 8: Mekka                                        | Ms. Marvel: Mecca                                        | Zeszyty Ms. Marvel (vol. 4) #19-24 (sierpień 2017-styczeń 2018) | 20.01.2021             |
| 77   | Hawkeye: Kate Bishop                                            | Hawkeye: Kate Bishop Vol. 1: Anchor Points               | Zeszyty Hawkeye (vol. 5) #1-16 (luty 2017-maj 2018) | 20.01.2021             |
| 77   | Hawkeye: Kate Bishop                                            | Hawkeye: Kate Bishop Vol. 2: Masks                       | Zeszyty Hawkeye (vol. 5) #1-16 (luty 2017-maj 2018) | 20.01.2021             |
| 77   | Hawkeye: Kate Bishop                                            | Hawkeye: Kate Bishop Vol. 3: Family Reunion              | Zeszyty Hawkeye (vol. 5) #1-16 (luty 2017-maj 2018) | 20.01.2021             |
| 78   | Deadpool kontra Staruszek Logan                                 | Deadpool vs. Old Man Logan                               | Zeszyty Deadpool vs. Old Man Logan #1-5 (grudzień 2017-kwiecień 2018) | 10.02.2021             |
| 79   | Astonishing X-Men. Tom 3: Dopóki starczy tchu                   | Astonshing X-Men: Until Our Hearts Stop                  | Zeszyty Astonishing X-Men (vol. 4) #13-17 (wrzesień 2018-styczeń 2019) oraz Astonishing X-Men Annual (vol. 2) #1 (październik 2018) | 10.02.2021             |
| 80   | Deadpool. Tom 12: Sprawy do załatwienia                         | Despicable Deadpool: Bucket List                         | Zeszyty Despicable Deadpool #292-296 (marzec-maj 2018) oraz okładki z serii Deadpool Secret Comic Variants (lipiec 2017-maj 2018) | 24.02.2021             |
| 81   | Avengers. Nie poddamy się                                       | Avengers: No Surrender                                   | Zeszyty Avengers (vol. 1) #675-690 (marzec-czerwiec 2018) | 24.02.2021             |
| 82   | Amazing Spider-Man. Globalna sieć. Tom 10: Odejść z hukiem      | The Amazing Spider-Man: Worldwide #9                     | Zeszyty The Amazing Spider-Man (vol. 1) #797-801 (maj-sierpień 2018) | 24.03.2021             |
| 83   | Doktor Strange. Tom 4                                           | Doctor Strange: Damnation                                | Zeszyty Doctor Strange: Damnation #1-4 (kwiecień-czerwiec 2018), Damnation: Johnny Blaze – Ghost Rider #1 (maj 2018), Doctor Strange (vol. 1) #386-390 (kwiecień-lipiec 2018), Iron Fist (vol. 1) #78-80 (maj-czerwiec 2018) oraz Ben Reilly: Scarlet Spider #15-17 (maj-czerwiec 2018) | 24.03.2021             |
| 84   | Ms. Marvel. Tom 9: Teenage Wasteland                            | Ms. Marvel 9: Teenage Wasteland #9                       | Zeszyty Ms. Marvel (vol. 4) #25-30 (luty-lipiec 2018) | 24.03.2021             |
| 85   | Thanos. Tom 2                                                   | Thanos Wins                                              | Zeszyty Thanos (vol. 2) #13-18 (listopad 2017-kwiecień 2018), Thanos Annual (vol. 2) #1 (kwiecień 2018) oraz Cosmic Ghost Rider #1-5 (wrzesień 2018-styczeń 2019) | 14.04.2021             |
| 86   | All New Wolverine. Tom 6: Staruszka Laura                       | All-New Wolverine Vol. 6: Old Woman Laura                | Zeszyty All-New Wolverine #31-35 (kwiecień-lipiec 2018) | 21.04.2021             |
| 87   | Deadpool. Tom 13: Uniwersum Marvela zabija Deadpoola            | The Marvel Universe Kills Deadpool                       | Zeszyty Despicable Deadpool #297-300 (maj-lipiec 2018) | 21.04.2021             |
| 88   | Strażnicy galaktyki 3: Poszukiwacze nieskończoności             | Guardians of the Galaxy: Infinity Quest #3               | Zeszyty Guardians of the Galaxy (vol. 1) #146-150 (styczeń-marzec 2018) | 21.04.2021             |
| 89   | Potężna Thor. Tom 5: Śmierć Potężnej Thor                       | The Mighty Thor: The Death of the Mighty Thor            | Zeszyty The Mighty Thor (vol. 1) #701-706 (styczeń-czerwiec 2018) oraz The Mighty Thor: At the Gates of Valhalla (lipiec 2018) | 19.05.2021             |
| 90   | Ms. Marvel. Tom 10: Raz za Razem                                | Ms. Marvel: Time and Again #10                           | Zeszyty Ms. Marvel (vol. 4) #31-38 (sierpień 2018-kwiecień 2019) | 25.08.2021             |

## Lista komiksówMarvel NOW! 2.0wydanych w Polsce przez Hachette

### KomiksyMarvel NOW! 2.0wydane w ramachWielkiej Kolekcji Komiksów Marvela
| Tom WKKM | Tytuł polski                                                   | Tytuł oryginału                                               | Zawartość | Data polskiego wydania |
| -------- | -------------------------------------------------------------- | ------------------------------------------------------------- | --- | ---------------------- |
| 156      | Spider-Woman: Zmiana tempa                                     | Spider-Woman: Shifting Gears                                  | Zeszyty Spider-Woman (vol. 6) #1-5 (styczeń-maj 2016)                                                                       | 14.11.2018             |
| 157      | Ultimates: Omniwersalni                                        | The Ultimates Omniversal: Start With the Impossible           | Zeszyty All-New All-Different Avengers #0 (grudzień 2015), The Ultimates (vol. 3) #1-6 (styczeń-czerwiec 2016)              | 28.11.2018             |
| 158      | Czarna Pantera: Naród pod naszymi stopami                      | Black Panther: A Nation Under Our Feet, Part 1                | Zeszyty Black Panther (vol. 6) #1-6 (czerwiec-listopad 2016)                                                                | 12.12.2018             |
| 159      | Karnak: Wszechobecna skaza                                     | Karnak: The Flaw In All Things                                | Zeszyty Karnak #1-6 (grudzień 2015-kwiecień 2017)                                                                           | 26.12.2018             |
| 160      | Niezwyciężona Squirrel Girl: Co mi zrobisz, jak mnie złapiesz? | The Unbeatable Squirrel Girl: Squirrel, You Really Got Me Now | Zeszyty The Unbeatable Squirrel Girl (vol. 2) #1-6 (grudzień 2015-maj 2016) oraz Howard the Duck (vol.6) #6 (czerwiec 2016) | 09.01.2019             |
| 161      | Punisher: W drodze                                             | The Punisher: On The Road                                     | Zeszyty Punisher (vol. 11) #1-6 (lipiec-grudzień 2016)                                                                      | 23.01.2019             |
| 162      | A-Force: Hiperczas                                             | A-Force: Hypertime                                            | Zeszyty A-Force (vol. 2) #1-7 (marzec-wrzesień 2016)                                                                        | 06.02.2019             |
| 163      | Moon Girl i Diabelski Dinozaur: Epokowa przyjaźń               | Moon Girl and Devil Dinosaur: BFF                             | Zeszyty Moon Girl and Devil Dinosaur #1-6 (styczeń-czerwiec 2016)                                                           | 20.02.2019             |
| 164      | Daredevil: Chinatown                                           | Daredevil: Back In Black Vol. 1: Chinatown                    | Zeszyty All-New, All-Different Point One #1 (grudzień 2015) oraz Daredevil (vol. 5) #1-5 (luty-czerwiec 2016)               | 06.03.2019             |
| 165      | Patsy Walker czyli Hellcat: Z kociakami zawsze łatwiej         | Patsy Walker, A.K.A. Hellcat!: Hooked On A Feline             | Zeszyty Patsy Walker, AKA. Hellcat #1-6 (luty-lipiec 2016)                                                                  | 20.03.2019             |
| 167      | Kapitan Ameryka, Steve Rogers: Hail Hydra                      | Captain America, Steve Rogers: Hail Hydra                     | Zeszyty Captain America: Steve Rogers #1-6 (lipiec-grudzień 2016) oraz fragment z FCBD 2016: Captain America (maj 2016)     | 17.04.2019             |
| 169      | Deadpool kontra Gambit                                         | Deadpool V Gambit: The „V” is for „Vs.”                       | Zeszyty Deadpool V Gambit #1-5 (sierpień-listopad 2016)                                                                     | 15.05.2019             |

### KomiksyMarvel NOW! 2.0wydane w ramachSuperbohaterów Marvela
| Tom SM | Tytuł polski                              | Tytuł oryginału                    | Zawartość                                                    | Data polskiego wydania |
| ------ | ----------------------------------------- | ---------------------------------- | ------------------------------------------------------------ | ---------------------- |
| 85     | Totalnie Odlotowy Hulk: Twoja kolej, Cho! | The Totally Awesome Hulk: Cho Time | Zeszyty Totally Awesome Hulk #1-6 (luty-lipiec 2016)         | 25.03.2020             |
| 86     | Ironheart                                 | Invincible Iron Man: Ironheart     | Zeszyty Invincible Iron Man (vol. 4) #1-5 (styczeń-maj 2017) | 08.04.2020             |

## Lista komiksówMarvel NOW! 2.0wydanych Polsce przez Mucha Comics
| L.p. | Tytuł polski                         | Tytuł oryginału                          | Zawartość                                                            | Data polskiego wydania |
| ---- | ------------------------------------ | ---------------------------------------- | -------------------------------------------------------------------- | ---------------------- |
| 1    | Jessica Jones #1: Wyzwolona!         | Jessica Jones: Uncaged!                  | Zeszyty Jessica Jones (vol. 2) #1-6 (październik 2016-marzec 2017)   | 15.12.2018             |
| 2    | Jessica Jones #2: Sekrety Marii Hill | Jessica Jones: The Secrets of Maria Hill | Zeszyty Jessica Jones (vol. 2) #7-12 (kwiecień-wrzesień 2017)        | 26.07.2019             |
| 3    | Jessica Jones #3: Powrót Purple Mana | Jessica Jones: Return of the Purple Man  | Zeszyty Jessica Jones (vol. 2) #13-18 (październik 2017-marzec 2018) | 18.12.2019             |